# Eridolius pallicoxator
Eridolius pallicoxator là một loài tò vò trong họ Ichneumonidae.